# Plebiscito constitucional de Chile de 1812
El plebiscito constitucional de Chile de 1812 se realizó entre el 27 y el 30 de octubre de dicho año para ratificar el Reglamento Constitucional Provisorio de Chile.
Para la ratificación o rechazo del reglamento constitucional, posterior a que fuera sancionado —el 26 de octubre de 1812—, el texto fue sometido a consulta popular entre los vecinos de Santiago, para lo cual se abrieron libros de firmas en donde los ciudadanos debían estampar su firma manifestando su opción. Dichos libros estuvieron abiertos por tres días desde el 27 de octubre. En total firmaron 315 personas, todos ellos habitantes de Santiago, mientras que algunas personalidades patriotas como Manuel de Salas y Agustín Vial Santelices se negaron a firmarlo.
Una vez revisados los libros de firmas, se dio por aprobado el Reglamento Constitucional Provisorio mediante un decreto emitido el 31 de octubre. Dos semanas más tarde, el 14 de noviembre de 1812, la Junta de Gobierno emitía una circular a todas las provincias, en donde se manifestaba la aprobación de los vecinos de Santiago al texto constitucional.